# Ulrike Sattler

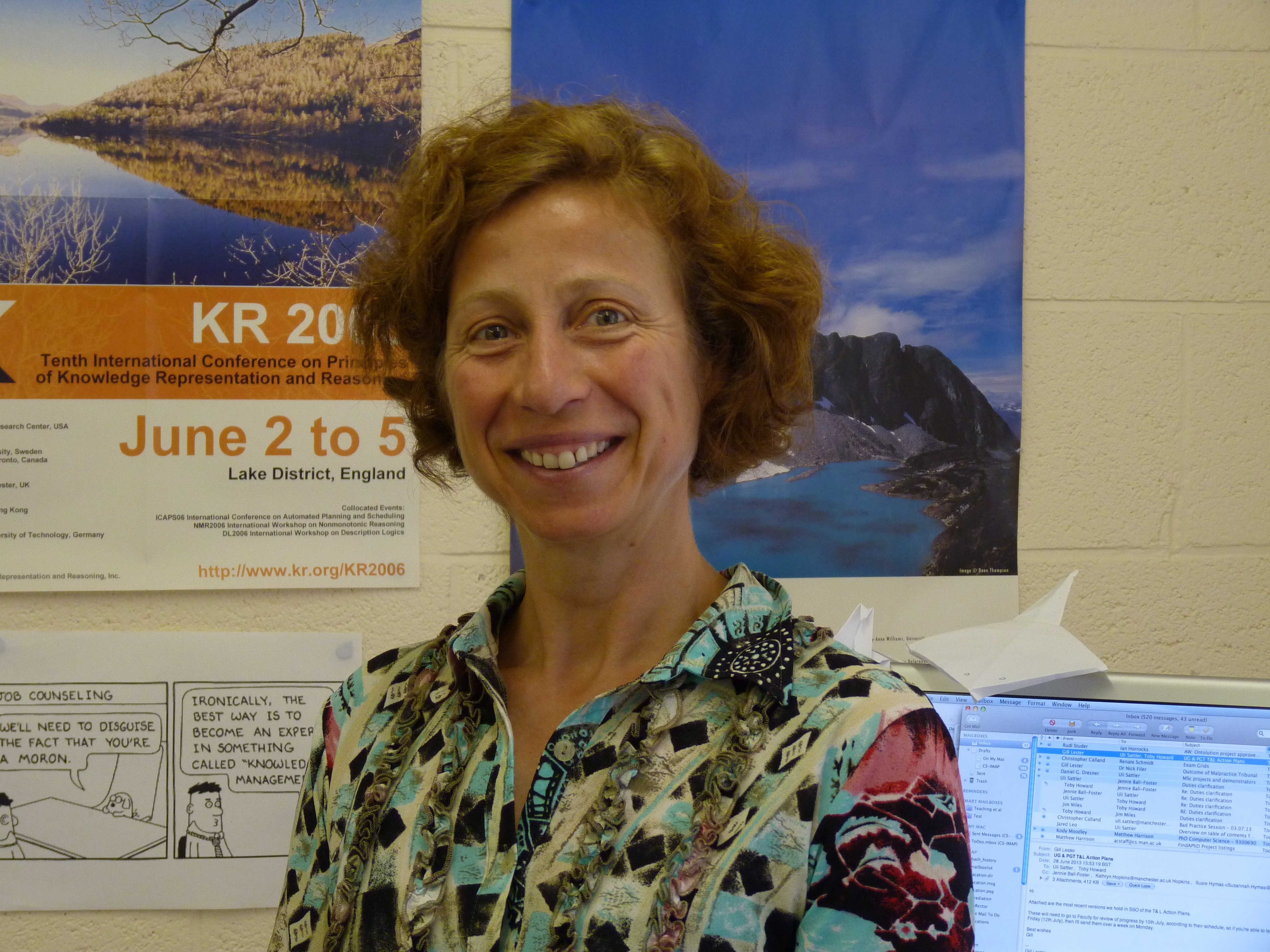
Ulrike Sattler

Ulrike Sattler (* 1966 in München, Deutschland) ist eine deutsche Informatikerin und Hochschullehrerin. Sie ist Professorin für Informatik in der Informationsmanagementgruppe des Department of Computer Science der University of Manchester und Gastprofessorin an der Universität Oslo.

## Leben und Werk
Sattler erhielt von 1985 bis 1988 eine Ausbildung zur Schneiderin in Bonn. Von 1988 bis 1994 studierte sie Informatik an der Friedrich-Alexander-Universität Erlangen-Nürnberg, wo sie mit einem Diplom abschloss. Sie promovierte 1998 summa cum laude bei Franz Baader an der RWTH Aachen mit der Dissertation: Technological Knowledge Representation Systems in a Chemical Engineering Application.
Von 1998 bis 2002 forschte sie als Wissenschaftliche Assistentin an der RWTH Aachen und anschließend bis 2003 an dem Institut für theoretische Informatik der Technische Universität Dresden. Hier habilitierte sie 2003 mit der Habilitationsschrift: Beschreibungslogiken für Ontologien. Sie forschte dann als Senior Lecturer an der University of Manchester, wurde dort 2006 zum Reader und 2007 zur Professorin befördert.
Sattlers Forschung konzentriert sich auf Logik zur Unterstützung der Wissensrepräsentation einschließlich Beschreibungslogik, Dynamische Logik und Modallogik. Sie untersucht auch Inferenzprobleme, Komplexitätstheorie und Entscheidungsprozesse im Zusammenhang mit Wissensrepräsentation. Diese Forschung war wichtig für die Entwicklung der Web Ontology Language (OWL) und ihre Verwendung in der Bioinformatik und Molekularbiologie. Sattler ist Herausgeberin des Journal of Logic and Computation, im Editorial Board des Journal of Automated Reasoning und Vorsitzende verschiedener Konferenzen, darunter der International Joint Conference on Automated Reasoning (IJCAR).

## Auszeichnungen und Ehrungen
- 1999: Friedrich Wilhelm Preis, University of Technology Aachen
- 2008: zusammen mit Bijan Parsia und Matthew Horridge den Preis für das beste Papier der International Semantic Web Conference (ISWC)[2]
- 2013: zum Mitglied der Academia Europaea (MAE) gewählt.[1]
- 2018: mit Matthew Horridge, Bijan Parsiaden den SWSA Ten Year Award für das Papier mit der höchsten Wirkung aus dem ISWC-Verfahren zehn Jahre zuvor